# Морвен (Џорџија)
Морвен (Џорџија) (енгл. Morven) град је у америчкој савезној држави Џорџија. По попису становништва из 2010. у њему је живело 565 становника.

## Демографија
Према попису становништва из 2010. у граду је живело 565 становника, што је 69 (10,9%) становника мање него 2000. године.
| Група             | 2000.       | 2010.       |
| Белци             | 256 (40,4%) | 189 (33,5%) |
| Афроамериканци    | 330 (52,1%) | 321 (56,8%) |
| Азијати           | 0 (0,0%)    | 0 (0,0%)    |
| Хиспаноамериканци | 47 (7,4%)   | 48 (8,5%)   |
| Укупно            | 634         | 565         |